# Salia styrusalis
Salia styrusalis là một loài bướm đêm trong họ Noctuidae.